# ماثيو غولدينج
ماثيو غولدينج هو راقص كندي، ولد في 1985.